# Provincia Tarata

Provincia Tarata în regiunea

Provincia Tarata este una din cele 4 provincii peruviene din Departamentul Tacna pe coasta Pacificului. Provincia Tarata se învecinează la nord cu Candarave și El Collao (Puno), la est cu Bolivia, la sud și la vest cu provincia Tacna.

## Diviziune politică
Tarata este împărțită în 8 Districte (Distritos).
- Tarata
- Chucatamani
- Estique
- Estique-Pampa
- Sitajara
- Susapaya
- Tarucachi
- Ticaco

## Capitala
Capitala acestei provincii este orașul Tarata.